# Acrylate de méthyle
L'acrylate de méthyle est un composé chimique de formule CH2=CHCOOCH3. Il se présente sous la forme d'un liquide volatil incolore à l'odeur piquante, très inflammable, avec un point d'ébullition à 80 °C à pression atmosphérique. Sa pression de vapeur vaut, selon l'équation d'Antoine, log10(P) = A – ( B / ( T + C ) ), où P et T sont respectivement la pression en bars et la température en kelvins, avec A = 4,32327, B = 1338,663 et C = -43,516 dans un intervalle de températures de 229,5 à 353,3 K. Les vapeurs sont trois fois plus denses que l'air. L'acrylate de méthyle polymérise spontanément, notamment sous l'effet de la lumière ou de températures élevées. L'enthalpie de polymérisation vaut −80 kJ/mol ou −930 kJ/kg, de sorte que 10 à 20 ppm de 4-méthoxyphénol HOC6H4OCH3 sont ajoutés comme stabilisant. L'acrylate de méthyle peut se conserver au moins un an en présence d'oxygène en-dessous de 35 °C.

## Production
On peut obtenir l'acrylate de méthyle par débromation de 2,3-dibromopropanoate de méthyle en présence de zinc et d'acide sulfurique.
La pyrolyse du lactate de méthyle CH3CH(OH)COOCH3 en présence de cétène H2C=C=O permet d'obtenir de l'acrylate de méthyle avec un bon rendement. Un brevet plus récent décrit la pyrolyse du lactate de méthyle sur des zéolithes, aboutissant à un rendement de 93 % en acrylate de méthyle.
L'hydrocarboxylation catalysée par le tétracarbonyle de nickel Ni(CO)4 de l'acétylène C2H2 avec du monoxyde de carbone CO en présence de méthanol CH3OH, découverte par Walter Reppe, permet également d'obtenir de l'acrylate de méthyle. Il existe un brevet décrivant une voie de synthèse de l'acrylate de méthyle en une seule étape par oxydation du propène CH2=CH–CH3 ou de l'acroléine CH2=CHCHO avec de l'oxygène O2 en phase vapeur en présence de méthanol. La réaction du formiate de méthyle HCOOCH3 avec l'acétylène en présence de catalyseurs de métaux de transition conduit également à l'acrylate de méthyle. L'alcoolyse de la β-propiolactone avec le méthanol, comme la méthanolyse de l'acrylonitrile CH2=CH–C≡N via le sulfate d'acrylamide est l'un des procédés obsolètes de production de l'acrylate de méthyle.
La disponibilité d'acide acrylique CH2=CHCOOH bon marché obtenu par oxydation du propylène CH2=CHCH3 fait de l'estérification directe avec du méthanol sous catalyse acide la réaction standard utilisée par l'industrie, par exemple avec l'acide sulfurique H2SO4, l'acide p-toluènesulfonique CH3C6H4SO2OH ou des résines échangeuses d'ions acides.

## Utilisations
Après l'acrylate de butyle CH2=CHCOOC4H9 et l'acrylate d'éthyle CH2=CHCOOC2H5, l'acrylate de méthyle est le troisième ester acrylique industriel le plus important. À l'instar de l'acrylate d'éthyle, l'ester méthylique réagit efficacement avec les amines sous catalyse par des bases de Lewis à travers une addition de Michael pour former de la β-alanine qui donne des tensioactifs amphotères avec les amines à longue chaîne après hydrolyse de la fonction ester :
Il est abondamment utilisé pour la production d'acrylate de diméthylaminoéthyle CH2=CHCOOCH2CH2N(CH3)2 par transestérification du diméthylaminoéthanol.
Son utilisation comme comonomère dans la polymérisation avec divers monomères acryliques et vinyliques est largement équivalente à celle de l'acrylate d'éthyle. L'acrylate de méthyle utilisé comme comonomère donne des peintures acryliques plus dures et plus cassantes qu'avec les acrylates homologues. La copolymérisation de l'acrylate de méthyle avec l'acrylonitrile améliore le traitement en fibres à l'état fondu, ce qui peut être intéressant pour produire des matériaux en fibres de carbone. 
L'acrylate de méthyle est utilisé pour préparer des dendrimères de polyamidoamine (en), généralement par une addition de Michael avec une amine primaire. 